# Maria Escovalo
Maria Rosa Antónia Gilberta Tyipinge Escovalo é uma política angolana. Filiada ao Movimento Popular de Libertação de Angola (MPLA), é deputada de Angola pela província de Huíla desde 28 de setembro de 2017.
Escovalo possui bacharelado em história e geografia. Em Humpata, foi diretora municipal de Educação, Ciência e Tecnologia.